# Henry Sjöberg
Henry Sjöberg, född 1928, död 2004 i Stockholm, var en svensk folkdansare och pedagog som arbetade för att främja folkdans på områdena dokumentation, forskning, pedagogik, utbildning och koreografi.
Henry Sjöberg började som 14-åring dansa folkdans i IOGT:s folkdanslag i Södertälje och blev snart dansinstruktör. Sjöberg började så småningom dokumentera dans genom att intervjua och filma äldre personer som visade hur de dansade förr, och sökte även information om äldre social dans i arkiv och litteratur. Detta arbete ledde till att han 1965 grundade Arkivet för folklig dans. I samarbete med dansforskare från övriga nordiska länder bildade han 1977 Nordisk förening för folkdansforskning.
Sjöberg arbetade för att utveckla folkdansutbildningar på olika nivåer. Han såg till att folkdans blev ett ämne på dåvarande Statens Dansskola, numera Dans- och Cirkushögskolan, och han var med och initierade en ettårig folkhögskoleutbildning i folkdans. Han bidrog även till att skapa kurslitteratur som möjliggjorde dans som ämne på studiecirklar. Han utvecklade metoder för att undervisa i folkdans, och utbildade folkdansinstruktörer och studiecirkelledare.
Med viljan att utveckla koreograferad folkdans började Sjöberg redan i slutet av 1950-talet att skapa dansföreställningar. 1976 startade han Svensk Folkdansensemble tillsammans med Lilian Karina.